# Wereldkampioenschappen synchroonzwemmen 2007
De wereldkampioenschappen synchroonzwemmen 2007 werden van 17 tot en met 24 maart 2007 gehouden in Melbourne, Australië. Het toernooi is onderdeel van de wereldkampioenschappen zwemsporten 2007.
De Nederlandse synchroonzwemmers Bianca & Sonja van der Velden namen deel aan 'Duet technische routine' en 'Duet vrije routine'. Ze eindigden op respectievelijk de negende en tiende plaats.  

## Medailles
| Onderdeel               | Goud | Goud    | Zilver | Zilver  | Brons | Brons   |
| ----------------------- | --- | ------- | --- | ------- | --- | ------- |
| Solo technische routine | Natalja Isjtsjenko Rusland | 99,0000 | Gemma Mengual Spanje | 98,0000 | Saho Harada Japan | 96,8330 |
| Solo vrije routine      | Virginie Dedieu Frankrijk | 99,5000 | Natalja Isjtsjenko Rusland | 98,5000 | Gemma Mengual Spanje | 98,0000 |
| Duet technische routine | Anastasia Davydova Anastasia Jermakova Rusland | 98,8330 | Gemma Mengual Paola Tirados Spanje | 97,5000 | Saho Harada Emiko Suzuki Japan | 97,1670 |
| Duet vrije routine      | Anastasia Davydova Anastasia Jermakova Rusland | 99,3330 | Gemma Mengual Paola Tirados Spanje | 97,6670 | Ayako Matsumura Emiko Suzuki Japan | 97,3330 |
| Combinatie routine      | Rusland Anastasia Davydova Anastasia Ermakova Maria Gromova Natalia Ishchenko Elvira Khasyanova Olga Kuzhela Anna Nasekina Elena Ovchinnikova Svetlana Romashina Anna Shorina | 99,0000 | Japan Ai Aoki Saho Harada Naoko Kawashima Hiromi Kobayashi Erika Komura Takako Konishi Ayako Matsumura Emiko Suzuki Erina Suzuki Masako Tachibana                       | 97,8330 | Verenigde Staten Brooke Abel Janet Culp Katherine Hooven Christina Jones Rebekah Kim Meghan Kinney Andrea Nott Annabelle Orme Jillian Penner Kimberly Probst   | 96,5000 |
| Technische routine      | Rusland Maria Gromova Natalia Ishchenko Elvira Khasyanova Olga Kuzhela Anna Nasekina Elena Ovchinnikova Svetlana Romashina Anna Shorina                                       | 99,0000 | Japan Naoko Kawashima Chisa Kobayashi Hiromi Kobayashi Erika Komura Ayako Matsumura Emiko Suzuki Erina Suzuki Masako Tachibana                                          | 97,8330 | Spanje Alba Cabello Ona Carbonell-Ballestero Andrea Fuentes Tina Fuentes-Fache Gemma Mengual Gisela Moron-Rovira Irina Rodriguez-Alvarez Paola Tirados-Sanchez | 97,1670 |
| Vrije routine           | Rusland Maria Gromova Natalia Ishchenko Elvira Khasyanova Olga Kuzhela Anna Nasekina Elena Ovchinnikova Svetlana Romashina Anna Shorina                                       | 99,0000 | Spanje Andrea Fuentes Tina Fuentes-Fache Thais Henriquez Torres Gemma Mengua Gisela Moron-Rovira Irina Rodriguez-Alvarez Paola Tirados-Sanchez Cristina Violan-Espinosa | 98,5000 | Japan Saho Harada Naoko Kawashima Hiromi Kobayashi Erika Komura Takako Konishi Ayako Matsumura Emiko Suzuki Masako Tachibana                                   | 97,3340 |

### Medaillespiegel
| Plaats | Land             | Goud | Zilver | Brons | Totaal |
| 1      | Rusland          | 6    | 1      | 0     | 7      |
| 2      | Frankrijk        | 1    | 0      | 0     | 1      |
| 3      | Spanje           | 0    | 4      | 2     | 6      |
| 4      | Japan            | 0    | 2      | 4     | 6      |
| 5      | Verenigde Staten | 0    | 0      | 1     | 1      |
| Totaal | Totaal           | 7    | 7      | 7     | 21     |